# Ottokar Czernin
Ottokar Theobald Otto Maria Graf Czernin von und zu Chudenitz (tiếng Séc: Otakar Theobald Otto Maria hrabě Černín z Chudenic; 26 tháng 9 năm 1872 – 4 tháng 4 năm 1932) là một nhà ngoại giao và chính khách Áo-Hung trong Thế chiến I, nổi danh trong vai trò Bộ trưởng Đối ngoại khoảng thời gian từ 1916 đến 1918.

## Cuộc đời và sự nghiệp

### Gia đình
Czernin sinh tại Dymokury (tiếng Đức: Dimokur) trong một gia đình quý tộc Bohemia (dòng họ Czernin). Năm 1897, ông kết hôn với Marie née Gräfin Kinsky von Wchinitz und Tettau (1878–1945) ở Heřmanův Městec (tiếng Đức: Hermannstädtel). Em trai ông Otto cũng là một nhà ngoại giao và phục vụ inter alia(liên lạc giữa các đồng minh) với vai trò là đại sứ tại Sofia trong Thế chiến I.

### Sự nghiệp ban đầu
Sau khi học luật tại Viện đại học Charles-Ferdinand ở Prague, ông phục vụ trong Bộ đối ngoại Áo-Hung năm 1895 và được cử đến đại sứ quán ở Paris. Năm 1899, ông được cử đến The Hague, nhưng chỉ ba năm sau ông phải từ chức do viêm phổi và nghỉ hưu sớm trở vê quê nhà ở Bohemia.
Năm 1903, Bá tước von Czernin trở thành nghị viên của Hạ viện Bohemia đại diện cho Deutsche Verfassungspartei. Ông nhanh chóng trở thành lãnh đạo của phe bảo thủ và bảo vệ cho 'nguyên tắc bảo hoàng' và ủng hộ chế độ phong kiến và phản đối phổ thông đầu phiếu và chế độ đại nghị. Lập trường của ông đã gây được sự chú ý của Hoàng tử nước Áo Franz Ferdinand, người thừa kế của cả hai Vương triều. Với vai trò là người đứng đầu Belvedere Circle, Franz Ferdinand đã chỉ định Bá tước von Czernin làm thành viên Thượng viện Áo (Herrenhaus) năm 1912.

### Đại sứ tại Bucharest
Sau quyết định bổ nhiệm của hoàng gia, Bá tước von Czernin tiếp tục sự nghiệp ngoại giao vào tháng 10 năm 1913 khi ông được chọn làm đại sứ tại Bucharest. Ban đầu việc bổ nhiệm gây ra một số tranh cãi vì ông được xem là một nhân vật bài Magyar khét tiếng, nhưng cuối cùng ông vẫn thuyết phục Tổng thống Hungary Bá tước Tisza chấp thuận. Tuy nhiên trong một cuộc phỏng vấn với một tờ báo Hungary vào tháng 1 năm 1914 đã có nhiều lời kêu gọi phía Hungary yêu cầu ông từ chức.
Với vai trò là đại sứ tại Bucharest, nhiệm vụ của Bá tước von Czernin là điều tra về giá trị của liên minh với Romania và khả năng tăng cường mối quan hệ này. Tuy nhiên, ông đã nhanh chóng báo cáo cho Vienna rằng không thể tin tưởng chính phủ Romanian nếu một cuộc chiến tranh xảy ra. Sau khi Thế chiến I nổ ra vào tháng 8 năm 1914, ông đã thành công trong việc giữ cho Romania trung lập, nhờ vào sự ủng hộ vị Vua già Carol I. Phần lớn người Romania không tán thành cảm tình mạnh mẽ của Carol với Đức, trong số đó bao gồm Thủ tướng Brătianu và chính phủ ông này. Bá tước von Czernin đề nghị rằng Vienna nên rút khỏi Siebenbürgen (ngày nay là Transylvania) và các phần của Bukovina nhằm thuyết phục Romania duy trì vị thế trung lập của họ, nhưng kế hoạch đã bị chính phủ Hungary phản đối quyết liệt. Romania đã tham gia chiến tranh đứng về phe Đồng Minh vào năm 1916 và Bá tước von Czernin quay trở về Vienna.

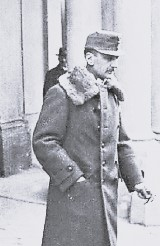
Bá tước von Czernin tại Laxenburg năm 1918

### Bộ trưởng Đối ngoại Đế quốc
Sau khi Karl I lên ngôi thành tân hoàng đế, Bá tước von Czernin được chỉ định làm Bộ trưởng Đối ngoại vào ngày 23 tháng 12 năm 1916, thay thế cho Baron Burián von Rajecz. Cả hai người đều có chung quan điểm rằng việc kí kết một hiệp ước hòa bình sớm là điều cần thiết để tránh sự ran rã của Đế quốc Habsburg.
Mục tiêu chính của Bá tước von Czernin là tìm kiếm một hiệp ước hòa bình trong khi vẫn tôn trọng những hiệp định đã ký kết với Đức. Tuy nhiên, ông nhanh chóng nhận ra sự phụ thuộc ngày càng tăng của Lưỡng Vương triều vào Đức nên việc thực hiện một chính sách đối ngoại độc lập là điệu không thể. Trong khi do dự về việc cần thiết phải tái hoạt động võ khí tàu ngầm không giới hạn vào tháng 2 năm 1917, ông tập trung phần lớn thời gian trong năm đó để thuyết phục các lãnh đạo quân sự và dân sự Đức thực hiện một hiệp ước hòa bình nhưng không thành công.
Tại một hội nghị họp giữa Đức và Áo-Hung diễn ra vào ngày 17–18 tháng 3 năm 1917 bàn về các mục tiêu của cuộc chiến tranh, ông đã đề nghị việc nhượng lại đất của Liên minh Trung tâm cho Phe Hiệp ước nhằm nhanh chóng dàn xếp hòa bình. Theo quan điểm của ông, việc tuyên chiến của Hoa Kỳ là một thảm họa cho nước ông và một chiến thắng cuối cùng của Phe Trung Tâm là gần như không thể. Chi tiết hơn, ông đề nghị Đức nên từ bỏ vùng Alsace-Lorraine và Bỉ đổi lại phần lãnh thổ đã lấy được ở Ba Lan. Và Áo-Hung sẽ được bồi thường bằng lãnh thổ của Romani.
Ngày 12 tháng 4, ông phác thảo một bản ghi nhớ ghi nhận những tiên đoán u ám về tình thế của Áo-Hung sau chiến tranh, bản ghi nhớ này được chuyển tới Hoàng đế Karl I và Matthias Erzberger, một thành viên của Reichstag, trong đó nêu những nguyên nhân tại sao Lưỡng Vương triều sẽ không thể sống sót thêm một mùa đông chiến tranh nào nữa. Việc làm của ông mang đầy thiện ý nhưng không thúc đẩy được một hiệp định hòa bình ngày 19 tháng 7 năm 1917. Trong một bài phát biểu tại Budapest on ngày 2 tháng 10 năm 1917, ông lên tiếng vì công lý quốc tế, sự giải trừ vũ khí, sự phán xử và tự do của các vùng biển như là nền tảng hòa bình và nền tảng pháp lý cho một châu Âu mới. Ngày 24 tháng 1 năm 1918, ông chấp nhận Mười bốn Điểm của Wilson trong một bài diễn văn khác.

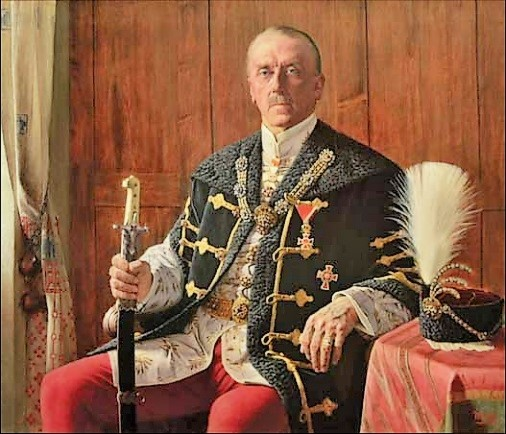
Von Czernin trong trang phục đại sứ. Chân dung vẽ bởi Friedrich Miess.

Sau khi những người Bolshevik lên cầm quyền ở Nga vào tháng 11 năm 1917, Bá tước von Czernin đã đàm phán một hiệp ước hòa bình riêng rẽ với Cộng hòa Nhân dân Ukraina mới thành lập ký ngày 9 tháng 2 năm 1918, trong đó ông đồng ý nhượng lại Chelm. Hiệp ước này còn được gọi là Hòa bình Bánh mì đã không giwquyeets được vấn đề lương thực cả Đế quốc, nhưng lại khiến cho người Ban Lan ở Áo thù ghét Bá tước von Czernin vì họ cũng tuyên bố sở hữu vùng Chelm. Cột mốc quan trọng nhất trong sự nghiệp ngoại giao của ông là khi đàm phán ký kết hiệp định hòa bình với Nga vào ngày 3 tháng 3 và với Romani vào ngày 14 tháng 4 và ông được xem là nhà ngoại giao hàng đầu của Liên minh Trung tâm.
Tuy nhiên Vụ việc Sixtus đã làm cho sự nghiệp Bá tước von Czernin xuống dốc. Nguyên do là Hoàng đế Karl I, đã dùng người anh em cột chèo Hoàng thân Sixte của Bourbon-Parma làm trung gian, và bí mật liên hệ với Tổng thống Pháp Poincaré bằng một lá thư ghi ngày 24 tháng 3 năm 1917, trong đó ông nói rắng sẽ ủng hộ yêu cầu chính đáng của Pháp lấy lại vùng Alsace-Lorraine. Mặc dù vai trò của Czernin trong vụ việc này cho tới nay vẫn chưa được rõ ràng, ông đã biết được có sự đàm phán bí mật này mặc dù không biết chính xác lời lẽ trong bức thư. Khi Thủ tướng Pháp Clemenceau công bố bức thư 1 năm sau đó, Bá tước von Czernin cảm thấy ông đã bị Hoàng đế Karl I phản bội và gần như suy sụp tinh thần, dẫn đến việc ông từ chức vào ngày 14 tháng 4 năm 1918.
Bá tước von Czernin bị các nhà sử học phê phán khá khắt khe. Trong khi ông có tài diễn thuyết sôi động và sáng tạo hơn hẳn những người tiền nhiệm là Bá tước von Berchtold hay Baron Burián von Rajecz, thêm vào đó thời kỳ của ông khó dự đoán và có nhiều sóng gió khiến ông nổi bật hơn hẳn. Điều này cũng góp phần vào yếu tố không ổn định trong chính sách ngoại giao của ông, khiến cho ông khó tạo dựng được lòng tin ở đối tác ông đang tìm kiếm một thỏa hiệp hòa bình. Mặc dù được những người cùng thời đặt biệt danh là "bộ trưởng hòa bình", nhưng những nỗ lực ngoại giao của ông cũng không ngăn được sự tan rã của Đế quốc Áo-Hung sau Thế chiến I.

### Sự nghiệp hậu chiến
Trong cuộc cách mạng, những cải cách ruộng đất quốc gia Tiệp Khắc đã lấy đi đất đai của ông ở Bohemia và ông phải về sống tại Salzkammergut ở Áo. Từ năm 1920 đến 1923, ông giữ chức đại biểu Demokratische Partei trong Hội đồng Quốc gia Cộng hòa Áo.
Năm 1917, ông được ban tặng Chữ thập Đại Huy chương Saint Stephen và ân hưởng Hiệp sĩ Huy chương Golden Fleece. Ông đã viết thư cho Zita sau chiến tranh nhằm khẩn cầu không tước bỏ danh hiệu sau của ông vì những lỗi lầm khi đang đương nhiệm Bộ trưởng Đối ngoại.
Năm 1919, ông xuất bản sách viết về ký ức về những ngày còn trong chính trường và ngoại giao của Áo-Hung trong Thế chiến I, có tên là Trong cuộc Thế chiến, một cáci nhìn thú vị về hoạt động của một đế quốc bị tan rã bởi chiến tranh.
Count von Czernin mất ở Vienna ngày 4 tháng 4 năm 1932.

## Trong văn hóa đại chúng
Bá tước von Czernin được khắc họa bởi diễn viên Christopher Lee trong một tập của seri truyền hình Mỹ The Young Indiana Jones Chronicles. Tập này có tựa "Áo, tháng 3 năm 1917" và chiếu trên hệ thống truyền hình ABC vào ngày 21 tháng 9 năm 1992.

## Works
- Im Weltkriege, Vienna, Ullstein & co, 1919 (In the World War, London, Cassell, 1919).
- Mein afrikanisches Tagebuch, Zurich, Amalthea, 1928.